# Zostera capricorni
Zostera capricorni är en bandtångsväxtart som beskrevs av Paul Friedrich August Ascherson. Zostera capricorni ingår i släktet bandtångssläktet, och familjen bandtångsväxter. Inga underarter finns listade.